# Silverdivisionen
Silverdivisionen är en travserie i Sverige för hästar som tjänat mellan 800 000 kronor till 1,5 miljoner kronor. Loppen går av stapeln inom ramen för V75-spelet varje lördag vid olika travbanor runt om i landet och är den näst högsta divisionen av de fem divisioner som ingår i travets elitserie V75.
Efter ett försökslopp i varje division under varje V75-lördag i cirka en till två månader möts de bäst placerade hästarna i respektive division i ett finallopp för respektive division. I Silverdivisionens final är förstapris 250 000 kronor (sedan 2020).

## Finalvinnare
| År   | Månad | Bana       | Häst               | Kusk                | Tränare                | Odds  | Tid    | Distans |
| ---- | ----- | ---------- | ------------------ | ------------------- | ---------------------- | ----- | ------ | ------- |
| 2022 | maj   | Solvalla   | Oscar L.A.         | Joakim Lövgren      | Joakim Lövgren         | 4,69  | 1.11,0 | 2140 m  |
| 2022 | mars  | Solvalla   | Phoenix Photo      | Örjan Kihlström     | Svante Ericsson        | 1,75  | 1.11,9 | 2140 m  |
| 2022 | feb   | Solvalla   | Beartime           | Carl Johan Jepson   | Helena Edlund          | 16,05 | 1.13,5 | 2140 m  |
| 2021 | dec   | Solvalla   | Emoji              | Flemming Jensen     | Flemming Jensen        | 2,26  | 1.13,6 | 2140 m  |
| 2021 | nov   | Solvalla   | Admiral As         | Örjan Kihlström     | Reijo Liljendahl       | 1,47  | 1.11,5 | 2140 m  |
| 2021 | sept  | Solvalla   | Admiral As         | Örjan Kihlström     | Reijo Liljendahl       | 1,19  | 1.11,8 | 2140 m  |
| 2021 | aug   | Åby        | Born Unicorn       | Örjan Kihlström     | Daniel Redén           | 1,58  | 1.12,1 | 2140 m  |
| 2021 | juli  | Färjestad  | Sandsjöns Enzo     | Conrad Lugauer      | Conrad Lugauer         | 62,40 | 1.10,7 | 2140 m  |
| 2021 | maj   | Solvalla   | Jaguar Dream       | Claes Sjöström      | Claes Sjöström         | 3,80  | 1.11,0 | 2140 m  |
| 2021 | mars  | Solvalla   | Global Undecided   | Claes Sjöström      | Timo Nurmos            | 5,65  | 1.12,1 | 2140 m  |
| 2021 | feb   | Solvalla   | Night Brodde       | Conrad Lugauer      | Conrad Lugauer         | 9,41  | 1.13,4 | 2140 m  |
| 2020 | dec   | Solvalla   | Hickothepooh       | Örjan Kihlström     | Trond Anderssen        | 6,91  | 1.11,9 | 2140 m  |
| 2020 | nov   | Solvalla   | Dragster           | Erik Adielsson      | Roger Malmqvist        | 14,10 | 1.12,2 | 2140 m  |
| 2020 | sept  | Solvalla   | Heading Reference  | Daniel Wäjersten    | Håkan Skoglund         | 6,60  | 1.12,2 | 2140 m  |
| 2020 | aug   | Åby        | Pastor Power       | Peter Untersteiner  | Peter Untersteiner     | 9,15  | 1.11,9 | 2140 m  |
| 2020 | juni  | Bergsåker  | From The Mine      | Magnus A. Djuse     | Catarina Norqvist      | 6,18  | 1.13,0 | 2140 m  |
| 2020 | maj   | Solvalla   | Man at Work        | Jorma Kontio        | Timo Nurmos            | 12,45 | 1.11,0 | 2140 m  |
| 2020 | mars  | Solvalla   | Dom Perignon       | Torbjörn Jansson    | Per-Erik Pettersson    | 14,94 | 1.13,2 | 2140 m  |
| 2020 | feb   | Solvalla   | Harran Boko        | Marc Elias          | Conrad Lugauer         | 9,46  | 1.13,3 | 2140 m  |
| 2019 | dec   | Solvalla   | Esprit Sisu        | Erik Adielsson      | Svante Båth            | 3,59  | 1.12,7 | 2140 m  |
| 2019 | nov   | Solvalla   | From The Mine      | Magnus A. Djuse     | Catarina Norqvist      | 5,08  | 1.12,7 | 2140 m  |
| 2019 | sept  | Solvalla   | Milliondollarrhyme | Ulf Ohlsson         | Fredrik B. Larsson     | 1,72  | 1.11,6 | 2140 m  |
| 2019 | aug   | Åby        | Ragazzo da Sopra   | Björn Goop          | Björn Goop             | 4,91  | 1.12,6 | 2140 m  |
| 2019 | juni  | Eskilstuna | Bucks to Burn      | Örjan Kihlström     | Daniel Redén           | 3,54  | 1.11,8 | 2140 m  |
| 2019 | maj   | Solvalla   | Heart of Steel     | Peter Untersteiner  | Peter Untersteiner     | 6,40  | 1.11,8 | 2140 m  |
| 2019 | mars  | Solvalla   | Velvet Gio         | Carl Johan Jepson   | Magnus Dahlén          | 6,79  | 1.11,6 | 2140 m  |
| 2019 | feb   | Åby        | Erik Sting         | Örjan Kihlström     | Timo Nurmos            | 10,63 | 1.14,5 | 2140 m  |
| 2018 | dec   | Solvalla   | Olle Rols          | Peter Ingves        | Mats Rånlund           | 4,08  | 1.13,6 | 2140 m  |
| 2018 | nov   | Solvalla   | Chief Orlando      | Jorma Kontio        | Tapio Mäki-Tulokas     | 10,98 | 1.12,5 | 2140 m  |
| 2018 | sept  | Solvalla   | Antonio Tabac      | Oskar Kylin-Blom    | Oskar Kylin-Blom       | 3,22  | 1.11,1 | 2140 m  |
| 2018 | aug   | Åby        | Globalsatisfaction | Ulf Ohlsson         | Timo Nurmos            | 3,30  | 1.12,8 | 2140 m  |
| 2018 | juni  | Färjestad  | Don't Mind Me      | Örjan Kihlström     | Daniel Redén           | 4,30  | 1.11,6 | 2140 m  |
| 2018 | maj   | Solvalla   | Coktail Fortuna    | Robert Bergh        | Robert Bergh           | 3,89  | 1.11,8 | 2140 m  |
| 2018 | april | Solvalla   | Generaal Bianco    | Peter Untersteiner  | Peter Untersteiner     | 2,70  | 1.11,8 | 2140 m  |
| 2018 | feb   | Solvalla   | Jairo              | Joakim Lövgren      | Joakim Lövgren         | 2,90  | 1.12,7 | 2140 m  |
| 2017 | dec   | Solvalla   | Jairo              | Peter Ingves        | Joakim Lövgren         | 11.61 | 1.15,6 | 2140 m  |
| 2017 | nov   | Solvalla   | Cab Hornline       | Per Lennartsson     | Per Lennartsson        | 3.51  | 1.12,2 | 2140 m  |
| 2017 | sept  | Solvalla   | Zenit Brick        | Björn Goop          | Timo Nurmos            | 2.37  | 1.12,0 | 2140 m  |
| 2017 | aug   | Åby        | Aron Palema        | Mikael J. Andersson | Pär Hedberg            | 10.99 | 1.12,8 | 2140 m  |
| 2017 | juli  | Bergsåker  | Whitehouse Express | Örjan Kihlström     | Daniel Redén           | 3.95  | 1.11,6 | 2140 m  |
| 2017 | maj   | Solvalla   | Queer Fish         | Kaj Widell          | Magnus Träff           | 11.25 | 1.11,7 | 2140 m  |
| 2017 | april | Solvalla   | Re Doc             | Robert Bergh        | Robert Bergh           | 6.10  | 1.13,3 | 2140 m  |
| 2017 | feb   | Solvalla   | Carabinieri        | Peter Untersteiner  | Peter Untersteiner     | 2.86  | 1.13,0 | 2140 m  |
| 2016 | dec   | Solvalla   | Fossens Bonus      | Magnus Jakobsson    | Magnus Jakobsson       | 2.08  | 1.13,3 | 2140 m  |
| 2016 | nov   | Solvalla   | Carabinieri        | Peter Untersteiner  | Peter Untersteiner     | 3.72  | 1.13,6 | 2140 m  |
| 2016 | sept  | Solvalla   | Seedorf O.M.F.     | Björn Goop          | Stig H. Johansson      | 1.81  | 1.12,3 | 2140 m  |
| 2016 | aug   | Åby        | Nadal Broline      | Ulf Ohlsson         | Reijo Liljendahl       | 3.70  | 1.13,0 | 2140 m  |
| 2016 | juli  | Eskilstuna | Ready For More     | Ulf Ohlsson         | Reijo Liljendahl       | 4.31  | 1.12,8 | 2140 m  |
| 2016 | maj   | Solvalla   | Takethem           | Steen Juul          | Steen Juul             | 3.15  | 1.11,3 | 2140 m  |
| 2016 | april | Solvalla   | Fridericus         | Veijo Heiskanen     | Veijo Heiskanen        | 2.38  | 1.12,2 | 2140 m  |
| 2016 | feb   | Solvalla   | Scellino Luis      | Johnny Takter       | Stig H. Johansson      | 3.82  | 1.13,1 | 2140 m  |
| 2015 | dec   | Solvalla   | Calvin Borel       | Conrad Lugauer      | Conrad Lugauer         | 2.42  | 1.12,4 | 2140 m  |
| 2015 | nov   | Solvalla   | Sauveur            | Åke Lindblom        | Åke Lindblom           | 1.79  | 1.11,5 | 2140 m  |
| 2015 | sept  | Solvalla   | Mind Your Face     | Erik Adielsson      | Lars Friberg           | 17.09 | 1.11,6 | 2140 m  |
| 2015 | aug   | Åby        | Venkatesh          | Örjan Kihlström     | Stefan Hultman         | 8.04  | 1.11,7 | 2140 m  |
| 2015 | juni  | Färjestad  | Nimbus C.D.        | Örjan Kihlström     | Stefan Hultman         | 2.79  | 1.11,3 | 2140 m  |
| 2015 | maj   | Solvalla   | Nokk'En Fräkkert   | Jörgen Sjunnesson   | Anita Bakkegård Hansen | 20.78 | 1.12,9 | 2140 m  |
| 2015 | mars  | Solvalla   | Mind Your Face     | Erik Adielsson      | Lars Friberg           | 13.87 | 1.12,1 | 2140 m  |
| 2015 | feb   | Solvalla   | VästerboontheNews  | Peter Ingves        | Petri Puro             | 1.54  | 1.13,3 | 2140 m  |